# Belle Vue (Vieux Fort)
Belle Vue es una localidad de Santa Lucía que forma parte de los distritos de Micoud y Vieux Fort.